# Zonneklepjesmos
Het zonneklepjesmos (Physciella chloantha) is een korstmos uit de familie Physciaceae. Het komt voor op bomen en leeft in symbiose met de alg Trebouxioid. Het is een warmeminnende soort.

## Kenmerken
Het zonneklepjesmos vormt grijze rozetjes met talloze lobben. Het korstmos zit aan de boom vast met rhizenen (worteltachtige orgaantjes). 

## Verspreiding
In Nederland komt het zonneklepjes zeldzaam voor . Deze soort werd in 2014 voor het eerst in het land gevonden en profiteert van het warmere milieu in steden en waar het zich snel uitbreidt.